# مقاطعة بتلر (ألاباما)
مقاطعة بتلر (بالإنجليزية: Butler County, Alabama)‏ هي إحدى مقاطعات ولاية ألاباما في الولايات المتحدة. تأسست سنة 1819، بلغ عدد سكانها 20947 نسمة في عام 2010 حسب إحصاء مكتب تعداد الولايات المتحدة وتصل الكثافة السكانية فيها 10.4 نسمة/كم2.

## وصلات خارجية
- http://butlercountyal.com/